# لا بيسبال ديل أمبوردان
بلدية لا بيسبال ديل أمبوردان (بالإسبانية: La Bisbal del Ampurdán) هي بلدية تقع في مقاطعة جرندة التابعة لمنطقة كتالونيا شمال شرق إسبانيا.

## الديموغرافيا
بلغ عدد سكان بلدية لا بيسبال ديل أمبوردان 10.435 نسمة عام 2011 (وفقاً للمعهد الوطني الإسباني للإحصاء).
| 8.007 | 8.182 | 8.288 | 9.196 | 9.593 | 10.385 | 10.435 |

## توأمة
للا بيسبال ديل أمبوردان اتفاقيات توأمة مع:
- كويفاس باخاس

## أعلام
- نارسيس دي كريراس
- بير نوغويرا
- أوسكار راميريز مارتن